# Edith Roosevelt
Pour les articles homonymes, voir Roosevelt.
 (janvier 2021).
Si vous disposez d'ouvrages ou d'articles de référence ou si vous connaissez des sites web de qualité traitant du thème abordé ici, merci de compléter l'article en donnant les références utiles à sa vérifiabilité et en les liant à la section « Notes et références ».

Edith Roosevelt, née Edith Kermit Carow le 6 août 1861 à Norwich (Connecticut) et morte le 30 septembre 1948 à Oyster Bay (Long Island, New York), est la deuxième épouse de Theodore Roosevelt, président des États-Unis entre 1901 et 1909.

## Biographie

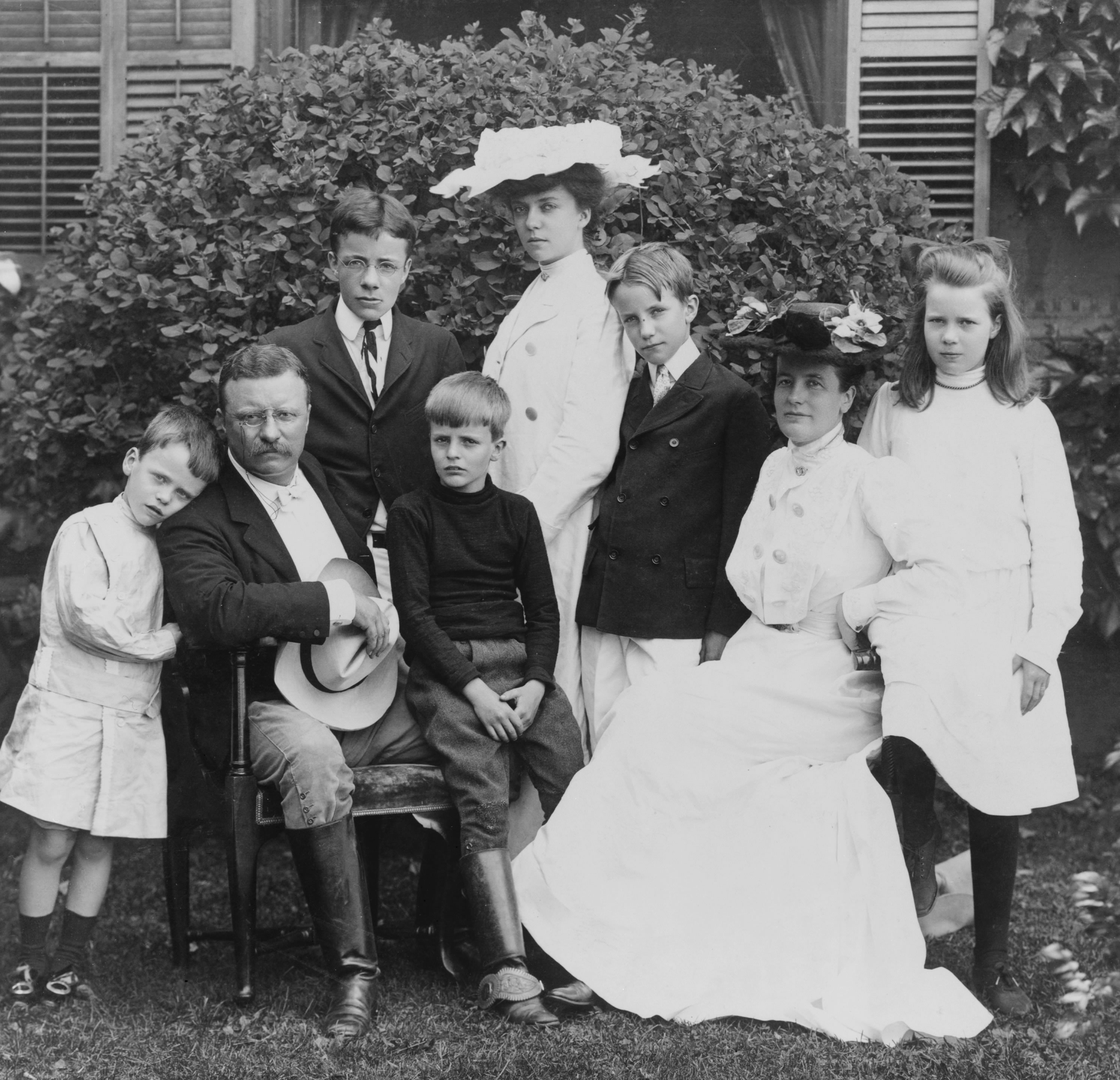
La famille Roosevelt en 1903.

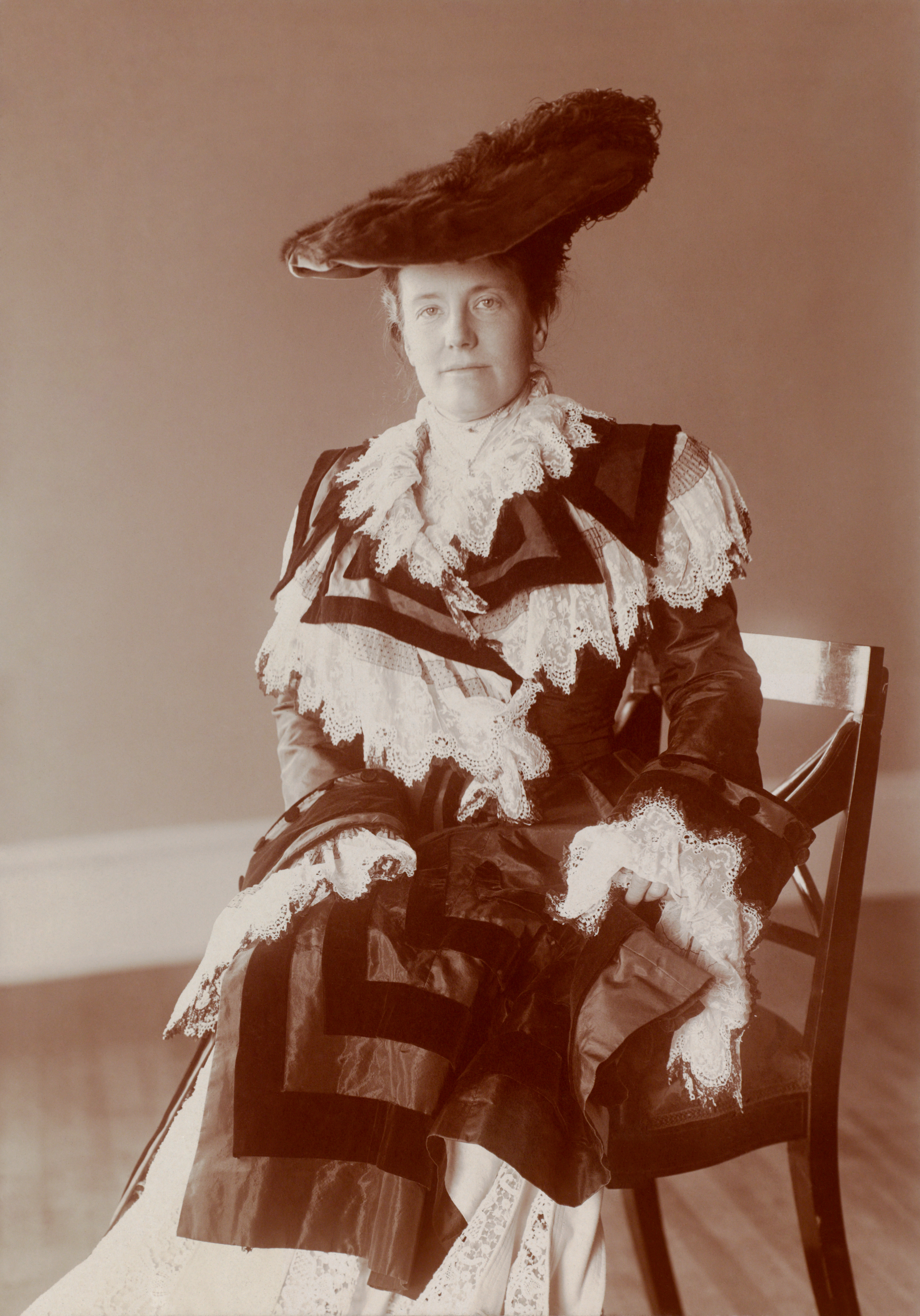
Portrait d'Edith Roosevelt vers 1903.

Edith Roosevelt est la petite-fille du brigadier général de l'Union Daniel Tyler. Elle épouse Theodore Roosevelt le 2 décembre 1886 à Londres, et devient, en sa qualité d'épouse du 26e président des États-Unis d'Amérique, la « Première dame » des États-Unis du 14 septembre 1901 au 4 mars 1909.
Le couple eut plusieurs enfants : 
- Theodore Roosevelt Junior (1887-1944), homme politique, homme d'affaires et militaire qui est mort d'une crise cardiaque, lors de la bataille de Normandie, quelques jours après avoir débarqué à la tête de ses troupes à Utah Beach.
- Kermit Roosevelt (1889-1943).
- Ethel Carow Roosevelt (en) (1891-1977).
- Archibald Bulloch Roosevelt (1894-1979).
- Quentin Roosevelt (1897-1918), devenu lieutenant et mort en France pendant la Première Guerre mondiale.

Elle meurt dans sa maison d'Oyster Bay dans l'État de New York le 30 septembre 1948 à l'âge de 87 ans et est enterrée aux côtés de son mari (mort en 1919) au Youngs Memorial Cemetery près d'Oyster Bay. 